# 米水津村
米水津村（よのうづむら）は、かつて大分県の南東部にあった村である。
2005年3月3日、佐伯市と南海部郡5町3村が合併し新たな佐伯市となって消滅した。

## 地理
- 島：横島、地黒島、沖黒島
- 半島：鶴見半島

## 歴史
- 1889年（明治22年）4月1日 - 町村制施行に伴い南海部郡浦代浦、竹野浦、小浦、色利浦、宮野浦が合併し、村制施行し米水津村が発足。
- 2005年（平成17年）3月3日 - 佐伯市と南海部郡5町3村が新設合併し、新たな佐伯市が誕生。

## 行政
- 村長：富松明（1990年 - 2005年）

## 経済

### 産業
- 主な産業：水産業（ブリ・ハマチ等の養殖）・水産加工業（アジの開き・イワシの丸干し等の干物、ブリ・ハマチのフィレ等）
- 産業人口

### 一村一品
平松守彦元大分県知事が提唱した「一村一品運動」で、以下の特産品が米水津村の「一村一品」に指定されていた。
- サンクイーン
- 丸干し
- 豊の活ぶり

### 一村一魚
- 丸干し
- 豊の活ぶり

## 姉妹都市・提携都市

### 国内
- 久住町（大分県）
  - 1988年姉妹町村提携

## 地域

### 教育

#### 中学校
- 米水津村立米水津中学校

#### 小学校
- 米水津村立向陽小学校
- 米水津村立色宮小学校
  - 両校は統合され、2016年（平成28年）4月9日に佐伯市立米水津小学校として開校した。

## 交通

### 鉄道
村内を鉄道路線は通っていない。最寄り駅は、JR九州日豊本線佐伯駅。

### 道路

#### 県道
- 一般県道
  - 大分県道501号色宮港木立線
  - 大分県道615号松浦米水津線

## 名所・旧跡・観光スポット・祭事・催事
- 海風館
- 間越海岸
- 豊後くろしおライン

## 出身・ゆかりのある人物
- ワタナベマホト（元YouTuber）
- 日高亮（元プロ野球選手）
- 戸高賢史（ミュージシャン）